# Aljoša Asanović
Aljoša Asanović [ˈaʎɔʃa ˈasaːnɔʋitɕ] (* 14. Dezember 1965 in Split, SFR Jugoslawien) ist ein ehemaliger kroatischer Fußballspieler.

## Karriere
In Europa halten sich die Erfolge von Asanović in Grenzen, dennoch war der Mittelfeldspieler eine der wichtigsten Säulen der kroatischen Nationalmannschaft von 1994 bis 1998. Er bestritt 62 Länderspiele und erzielte drei Tore. Sein Debüt für die Mannschaft gab er am 17. Oktober 1990 gegen die USA in einem 2:1-Sieg. Es war Kroatiens erstes Länderspiel in der „fußballerischen Neuzeit“ des Landes und Asanović selbst erzielte das erste Tor für Kroatien. Karrierehöhepunkt war das Erreichen des 3. Platzes bei der WM 1998. Sein letztes Spiel für die Nationalmannschaft machte er am 28. Mai 2000 in einem Freundschaftsspiel gegen Frankreich. Seine Vereinskarriere beendete Asanović 2002 bei seinem Heimatverein Hajduk Split.